# Microcottus
Microcottus – rodzaj ryb skorpenokształtnych z rodziny głowaczowatych. 

## Klasyfikacja
Gatunki zaliczane do tego rodzaju:
- Microcottus matuaensis
- Microcottus sellaris